# Joseph de Baye
Pour les articles homonymes, voir Baye.
Amour-Auguste-Louis-Joseph Berthelot, baron de Baye, né le 31 janvier 1853 à Paris et mort dans la même ville le 31 mai 1931, est un archéologue et voyageur français.

## Biographie
Né dans l'appartement parisien de ses parents rue Boissy-d'Anglas, Joseph de Baye est le fils d'Auguste et de Georgina Wilkinson d'origine britannique. Enfant, il fréquentera la station thermale de Vichy et fit sa scolarité chez les pères maristes puis, à partir de 1865, chez les jésuites de la rue de Vaugirard à Paris.
Il échappa à la loi Cissey de 1872 du tirage au sort au service militaire et, en 1877, se présente aux élections cantonales pour le parti légitimiste.
Il découvre l'archéologie en accompagnant son père à la chasse. Il commence une collection de silex taillé provenant du Plateau de la Vieille Andecy et commence de vrais travaux d'études fin 1871, aidé en cela par son précepteur, l'abbé Alphonse Bordé (1824-1899). En 1872, il fouille plusieurs hypogées néolithiques dans les Marais de Saint-Gond comme ceux de Villevenard ou de Coizard-Joches. En 1874, il indique à la Société d’Anthropologie de Paris d'avoir fouillé 120 hypogées, sur un secteur de 10 km dans la vallée du Petit Morin. Aujourd'hui, le mobilier retrouvé dans les hypogées est conservé au Musée d'archéologie Nationale ainsi qu'au Musée du Vin de Champagne et d'archéologie régionale d'Epernay. 
Il participe pour la première fois à un congrès d'archéologie à Moscou, en 1890, jusqu'à la déclaration de la première guerre mondiale qui l'empêche de rentrer en France lorsque survient la Révolution bolchévique de 1917.[pas clair] Il fut arrêté par deux fois puis relâché. À la suite de l'intervention de Natalia Sedova, seconde épouse de Trostky, il est autorisé à quitter Moscou le 21 août 1920 et arrive à Paris le 5 octobre dans la nuit.
Il est chargé de missions pour le ministère de l'Instruction publique.
Il devient président de la Société des Antiquaires de France en 1906 et membre non résident du Comité des travaux historiques.
Il était chevalier de la Légion d'honneur, officier de l'Instruction publique, grand-croix de l'ordre de Saint-Stanislas de Russie, commandeur de l'ordre de Sainte-Anne et de l'ordre de Charles III d'Espagne, officier de l'ordre de la couronne de Roumanie, chevalier de l'ordre de Saint-Jacques de Portugal, de l'ordre de Wara de Suède et de l'ordre de la Couronne d'Italie.
Il était l'époux de Marie-Béatrice de Baye, fille du baron Oppenheim, et le père d'une fille prénommée Yolande et d'une autre prénommée Marie Louise, épouse Guy Ligier de La Prade.
C'est à Paris qu'il meurt d'épuisement le samedi 31 mai 1931.

## Distinctions
- Chevalier de la Légion d'honneur
- Commandeur de l'ordre de Charles III
- Chevalier de l'ordre de Sant'Iago de l'Épée

## Publications

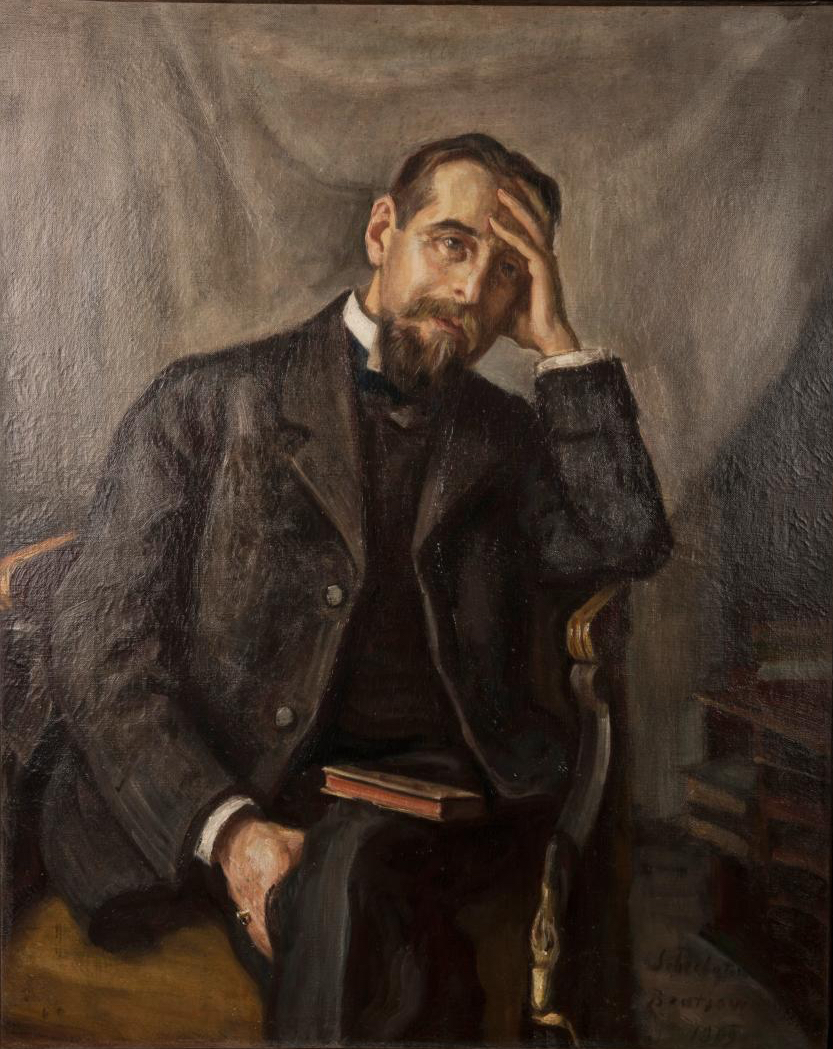
Portrait du baron de Baye.

- L'Archéologie préhistorique (1880)
- L'Archéologie Scandinave
- L'Art barbare en Hongrie
- L'Art chez les Barbares
- L'Industrie congolaise (1888)
- Études archéologiques
- L'Industrie longobarde (1888)
- L'Industrie anglosaxonne (1889)
- Les bronzes émaillés de Moslchina (1891)
- Le Trésor deSzilagg-Sombye (1891)
- Le Cimetière wisigothique d'Herpes (Charente)(1892)
- En Géorgie (1898)
- Au nord de la chaîne du Caucase, souvenirs d'une mission (1899)
- Au sud de la chaîne du Caucase, souvenirs d'une mission (1899)
- Tiflis, souvenirs d'une mission (1898)
- En Iméréthie, souvenirs d'une mission (1902)
- Les Juifs des montagnes et les Juifs Géorgiens, souvenirs d'une mission (1902)
- Smolensk (1902)
- En Abkhasie, souvenirs d'une mission (1904)
- "Kouskovo, la résidence d'un grand seigneur russe au XVIIIe siècle. Souvenirs d'une mission" (1905)
- Les Casques de l'époque barbare (1910)